# Caroline Shaw
Caroline Adelaide Shaw (ur. 1 sierpnia 1982 w Greenville) – amerykańska kompozytor, skrzypaczka i wokalistka; laureatka Nagrody Pulitzera.

## Życiorys
Wychowała się w rodzinie muzycznej. Występowała w Carnegie Hall i w Metropolitan Museum of Art. Jako instrumentalistka współpracuje z American Contemporary Music Ensemble. Należy do zespołu Roomful of Teeth. Za utwór Partita na 8 głosów (Partita for 8 voices) otrzymała w 2013 Nagrodę Pulitzera w dziedzinie muzyki jako najmłodsza laureatka w tej kategorii i trzecia kobieta. Utwór (składający się z czterech części) został w całości wykonany dopiero po przyznaniu wyróżnienia.